# 3 000 mètres steeple féminin aux championnats du monde d'athlétisme 2007
Navigation
Helsinki 2005 Berlin 2009
L'épreuve du 3 000 mètres steeple féminin des championnats du monde d'athlétisme 2007 s'est déroulée les 25 et 27 août 2007 dans le stade Nagai d'Osaka au Japon. Elle est remportée par la Russe Yekaterina Volkova.

## Résultats

### Finale
| Rang               | Athlète                  | Pays     | Temps          | Notes      |
| ------------------ | ------------------------ | -------- | -------------- | ---------- |
| Médaille d'or      | Yekaterina Volkova       | Russie   | 9 min 06 s 57  | CR, WL, PB |
| Médaille d'argent  | Tatyana Petrova          | Russie   | 9 min 09 s 19  | PB         |
| Médaille de bronze | Eunice Jepkorir          | Kenya    | 9 min 20 s 09  |            |
| 4                  | Ruth Bosibori            | Kenya    | 9 min 25 s 25  | WJR        |
| 5                  | Sophie Duarte            | France   | 9 min 27 s 51  | NR         |
| 6                  | Cristina Casandra        | Roumanie | 9 min 29 s 63  |            |
| 7                  | Gulnara Samitova-Galkina | Russie   | 9 min 30 s 24  |            |
| 8                  | Rosa Morató              | Espagne  | 9 min 36 s 84  |            |
| 9                  | Hanane Ouhaddou          | Maroc    | 9 min 37 s 87  |            |
| 10                 | Roisin McGettigan        | Irlande  | 9 min 39 s 80  |            |
| 11                 | Veerle Dejaeghere        | Belgique | 9 min 40 s 10  |            |
| 12                 | Fionnuala Britton        | Irlande  | 9 min 48 s 09  |            |
| 13                 | Sara Moreira             | Portugal | 10 min 00 s 40 |            |
| 14                 | Mardrea Hyman            | Jamaïque | 10 min 16 s 24 |            |
|                    | Wioletta Janowska        | Pologne  | DNF            |            |

## Légende
Records et Performances
- AR : Record continental (area record)
- CR : Record des championnats (championship record)
- MR : Record du meeting (meet record)
- NR : Record national (national record)
- OR : Record olympique (olympic record)
- PR : Record paralympique (paralympic record)
- PB : Record personnel (personal best)
- SB : Meilleure performance personnelle de la saison (season's best)
- WL : Meilleure performance mondiale de l'année (world leader)
- WJR : Record du monde junior (world junior record)
- WR : Record du monde (world record)

Circonstances et Conditions
- DNF : N'a pas terminé (did not finish)
- DNS : N'a pas pris le départ (did not start)
- DQ : Disqualification (disqualification)
- NM : Aucun essai valable enregistré (No Mark)
- Q : Qualifié « directement » au prochain tour (ou à la prochaine compétition), lors d'une compétition majeure, grâce au classement ou à la réalisation des minima (automatic qualifier)
- q : Qualifié au prochain tour (ou à la prochaine compétition), lors d'une compétition majeure, grâce au repêchage ou à la réalisation de l'une des meilleures performances parmi celles des « non qualifiés directement » (grâce au meilleur temps ou à la meilleure distance par exemple) (secondary qualifier)